# Język venda
Język venda (wenda) – język z rodziny bantu, używany w Południowej Afryce i Zimbabwe. Liczba mówiących sięga około 1 miliona i stale rośnie.

## Dialekty
- phani
- tavha-tsindi
- ilafuri
- manda
- guvhu
- mbedzi
- lembetu